# AleXa
AleXa (알렉사?, AlleksaLR) o Kim Seri (김세리?), pseudonimo di Alexaundra Christine Schneiderman (Tulsa, 9 dicembre 1996), è una cantante e ballerina statunitense con origini sudcoreane.

## Biografia
Nata a Tulsa, Oklahoma, da padre russo-americano e da madre sudcoreana, sin da giovane ha dimostrato un immediato interesse per la danza, in particolare per il balletto, il jazz, l'hip hop e il tip-tap. Durante gli anni di liceo si è interessata alla musica, entrando a far parte del coro dell'istituto e prendendo parte anche ad alcune gare corali a livello nazionale.
Tra il 2016 e 2017, con il nome Alex Christine, ha partecipato alle audizioni online per lo show Rising Legends, concorso ideato dalla JYP Entertainment dedicato al K-pop. Nonostante si sia classificata al primo posto nella categoria danza per entrambi gli anni, non è entrata in nessuno dei programmi di tirocinio della compagnia, firmando invece un contratto discografico con l'etichetta ZB.
Il 20 ottobre del 2019, sotto lo pseudonimo AleXa, ha pubblicato il singolo di debutto Bomb, che raggiunse il settimo posto nella classifica World Digital Song Sales. Il successivo 13 dicembre è stata incisa una nuova versione del brano in collaborazione con il gruppo musicale rock Diablo.
Nel 2020 ha pubblicato A.I Trooper, singolo che anticipa l'uscita dell'EP d'esordio intitolato Do or Die e pubblicato il successivo 1º aprile. Nello stesso anno ha collaborato con le Dreamcatcher e gli IN2IT al singolo Be The Future, per la campagna Millenasia Project supportata dall'organizzazione UNESCO per richiamare l'attenzione sull'importanza della salvaguardia e della sicurezza durante la pandemia di COVID-19.
Nel 2022 AleXa ha rappresentato lo stato dell'Oklahoma all'American Song Contest; si è aggiudicata il primo posto e si è esibita ai Billboard Music Awards, consacrandosi come la prima cantante K-pop a esibirsi su questo palco.
Il 5 marzo 2025 ha annunciato che avrebbe lasciato l'agenzia ZB. Il 7 marzo ha pubblicato Sugarcoat, il suo primo e ultimo album in studio sotto la ZB e il suo primo album in inglese. Sugarcoat contiene anche dei singoli pop punk, ad esempio Sick, I'm Okay e Distraction. Adesso lavora facendosi chiamare Kim Seri, che è il suo nome coreano.

## Discografia

### Album in studio
- 2025 – Sugarcoat

### EP
- 2020 – Do or Die
- 2020 – Decoherence
- 2022 – Girls Gone Vogue
- 2023 – Juliet

### Singoli
- 2019 – Bomb
- 2020 – A.I Trooper
- 2020 – Do or Die
- 2020 – We Can
- 2020 – Villain
- 2020 – Rule the World (con TheFatRat)
- 2021 – Revolution
- 2021 – Never Let You Go
- 2021 – Is It On (con Bader AlShuaibi)
- 2021 – Xtra
- 2021 – Lonely Summer (Summer Breeze) (con Daedo)
- 2022 – Tattoo
- 2022 – Wonderland
- 2022 – Back in Vogue
- 2023 – MBTI (con Just B)
- 2023 – Juliet
- 2024 – Sick
- 2024 – I'm Okay
- 2024 – Distraction
- 2024 – Joy of Missing Out
- 2024 – Enemy
- 2024 – Under the Armor
- 2025 – Sugarcoat

### Colonne sonore
- 2021 – I Miss You Every Day (Somehow Family OST)
- 2022 – Midnight Sun (The Broken Ring: This Marriage Will Fail Anyway OST)
- 2023 – Shining Star (Bastions OST)

## Videografia
- 2019 – Bomb
- 2019 – Bomb (Rock Ver) (con DIABLO)
- 2020 – A.I Trooper
- 2020 – Do or Die
- 2020 – We Can
- 2020 – Villan
- 2020 – Revolution
- 2021 – Never Let You Go
- 2021 – Xtra
- 2021 – Obsession (special clip)
- 2021 – Summer Breeze (con Daedo)
- 2022 – Tattoo
- 2022 – Wonderland (performance)
- 2022 – Back in Vogue
- 2023 – MBTI (con Just B)
- 2023 – Running Out of Love (BADS ft. AleXa)
- 2023 – Juliet
- 2024 – Sick
- 2024 – I'm Okay
- 2024 – Distraction
- 2024 – Under the Armor
- 2025 – Sugarcoat
- 2025 – Vital Check (Kik5o ft. AleXa)

## Riconoscimenti
- Soribada Best K-Music Awards
  - 2020 – Artista emergente[13]
- EuroKpop Awards
  - 2020 – Artista emergente
- Asia Artist Award
  - 2020 – Focus Award
  - 2021 – Potential Award femminile[14][15]